# Heimaey

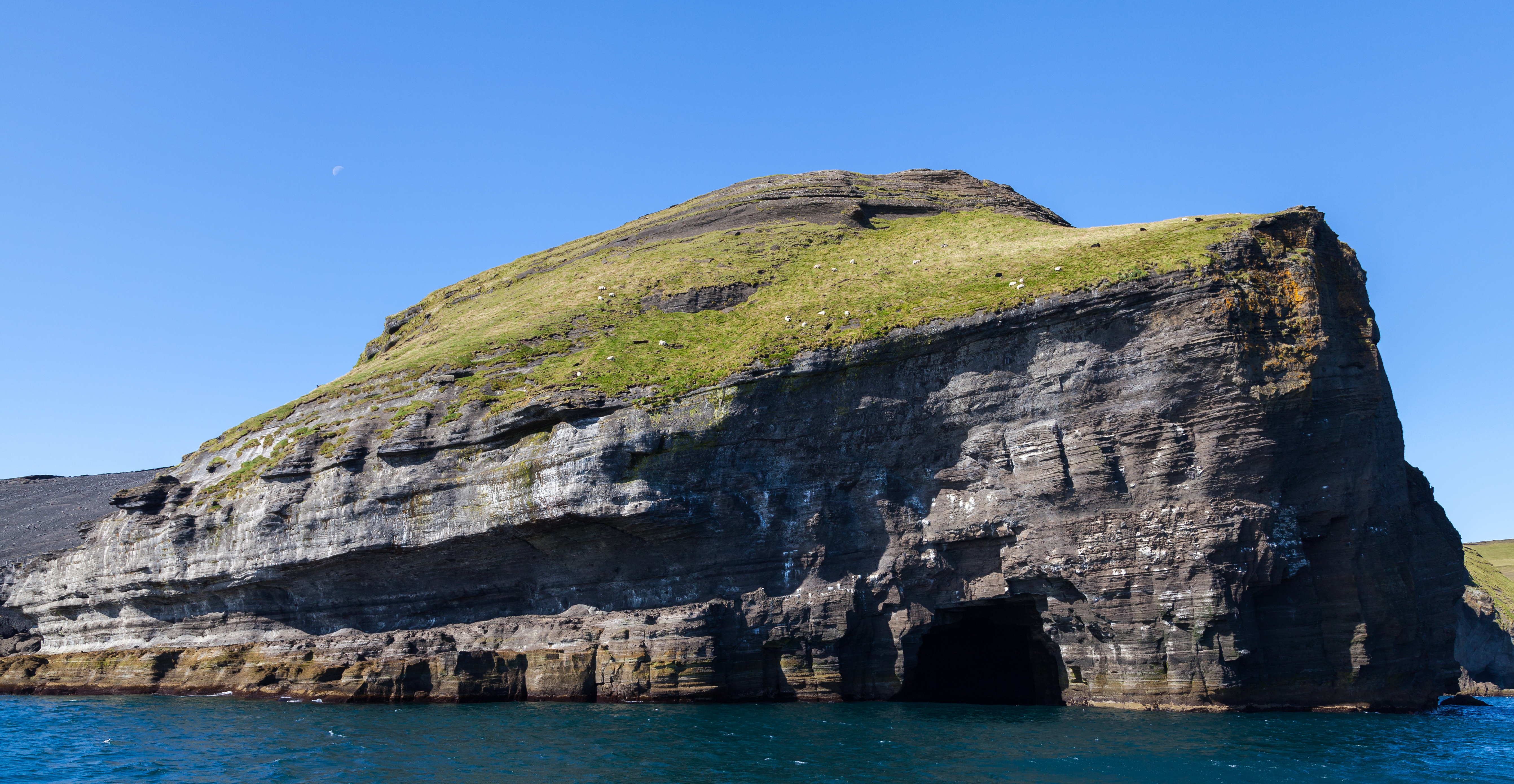
Pobřeží ostrova

Heimaey je největší ostrov v souostroví Vestmannaeyjar na Islandu. Má rozlohu 13,4 km². Je to jediný ostrov souostroví Vestmannaeyjar, který je obydlený. Leží přibližně 12 kilometrů od jižního pobřeží Islandu.
Ostrov vznikl sopečnou činností. Sopečná činnost a následná eroze způsobila, že v severní části ostrova Heimaey vznikla malá zátoka chráněná před vlnami Atlantiku. Ideální místo pro založení přístavu, jenž by mohl sloužit flotile rybářských lodí. Archeologické vykopávky naznačují, že ostrov byl osídlen někdy okolo roku 900 a přístav od té doby tvořil významný prvek místního života. V roce 1973 byl obklopen řadou továren na zpracování ryb, v domech za nimi žilo 5273 lidí. Pro jižní část Islandu byl životně důležitý, připadalo na něj přibližně 8,5 % veškerého islandského úlovku ryb. Jižní pobřeží Islandu totiž neposkytuje jiné vhodné útočiště, kam by se lodi mohly ukrýt před rozmary počasí severního Atlantiku.

## Erupce v roce 1973
Až do roku 1973 byl ostrov považován vulkanology i místními obyvateli a úřady za sopečně neaktivní. Události, ke kterým došlo v noci z 22. na 23. ledna 1973, proto všechny překvapily. Pár dní před začátkem sopečné erupce se islandským seismologům podařilo pozorovat na záznamu seismografů v jižní části Islandu zvláštní druh chvění země, ke kterému dochází při pohybu magmatu v kůře Země. V té době ještě na Islandu neexistovala hustá seismická síť, která by umožnila přesně určit místo chvění a hloubku, v níž k němu dochází. Vědci se tak přiklonili k závěru, že chvění bude nejspíše spojeno se sopečnou činností Katly, jedné z mnoha islandských sopek.
Přibližně v 1:55 po půlnoci se na ostrově rozezněly požární sirény. Rozespalí a vystrašení obyvatelé začali vycházet ze svých domovů, aby spatřili, jak na okraji jejich města stoupá k nebesům stěna ohně. V první chvíli si mysleli, že hoří část města. Nicméně tryskající láva, úlomky sopečných hornin a sopečný popel je vyvedly z omylu. Přibližně 200 metrů od východního okraje města se totiž znenadání otevřela přibližně 1,6 kilometru dlouhá prasklina, ze které začala na povrch vystřikovat láva. Na přibližně čtyřiceti místech vznikly lávové fontány, které vystřikovaly lávu do výšky až šesti set metrů. Ti, co k místu sopečné erupce žili nejblíže, cítili těsně před začátkem sopečné aktivity silné chvění a slyšeli hluk, který dosahoval intenzity běžícího tryskového motoru.
Ten večer foukal vítr naštěstí jinak, než bylo pro tuto roční dobu obvyklé. Od západu na východ. Drobné úlomky žhavých sopečných hornin tak odnášel nikoliv nad město, ale nad oceán. Prasklina se navíc otevřela v místě, kde se terén trochu ukláněl směrem od města. Láva se proto začala rozlévat směrem k oceánu. To dalo místním čas jednat. Obyvatelé se začali ve strachu stahovat k přístavu, kde kotvila místní rybářská flotila. Obyvatele neděsila jen postupující láva a doprovodné požáry, ale i jedovaté plyny, které sopečnou činnost často doprovázejí. V přístavu zasáhlo štěstí podruhé. Den před sopečnou erupcí totiž panoval silný vítr, takže osudné noci využívalo bezpečí přístavu sedmdesát lodí. Dostatečně početná flotila, která byla schopna během pouhých šesti hodin evakuovat téměř celou populaci ostrova do bezpečí pevniny Islandu. Pro představu: na Islandu tehdy žilo přibližně 212 tisíc lidí, záchranná operace se tak dotkla téměř 2,5 % populace Islandu. Lidé opouštěli ostrov v noci jen s tím, co mohli pobrat, a s pohledem na hořící horizont.
První loď vyplula z přístavu přibližně 30 minut po začátku erupce. Jak vzpomíná tehdy osmnáctiletá obyvatelka ostrova Helga Jónsdóttir, z paluby lodě se jí naskytl výhled na šlehající plameny a lávu rozlévající se pod lodí na oceánském dně. Několik lidí, kteří nemohli být evakuování po vodě – pacienti z místní nemocnice a někteří staří lidé – byli naložení do letadel, která byla na místní malé letiště vyslána z Rejkjavíku a Keflavíku. Hospodářská zvířata byla utracena. Nezbyl zde totiž nikdo, kdo by je krmil. Nikdo té noci nevěděl, jestli se na ostrov ještě někdy vrátí.
Shoda náhod i propracované evakuační postupy pro případ náhlé katastrofy se postaraly o to, že se začátek sopečné erupce obešel bez obětí na lidských životech. Nicméně stačilo málo a mohlo dojít k obrovské tragédii. Kdyby se byla trhlina otevřela přímo pod městem, nebo kdyby byl vítr foukal ve směru pro tuto roční dobu obvyklém, město by zachvátily rozsáhlé požáry. To by evakuaci obyvatelstva ztížilo.

### Po evakuaci

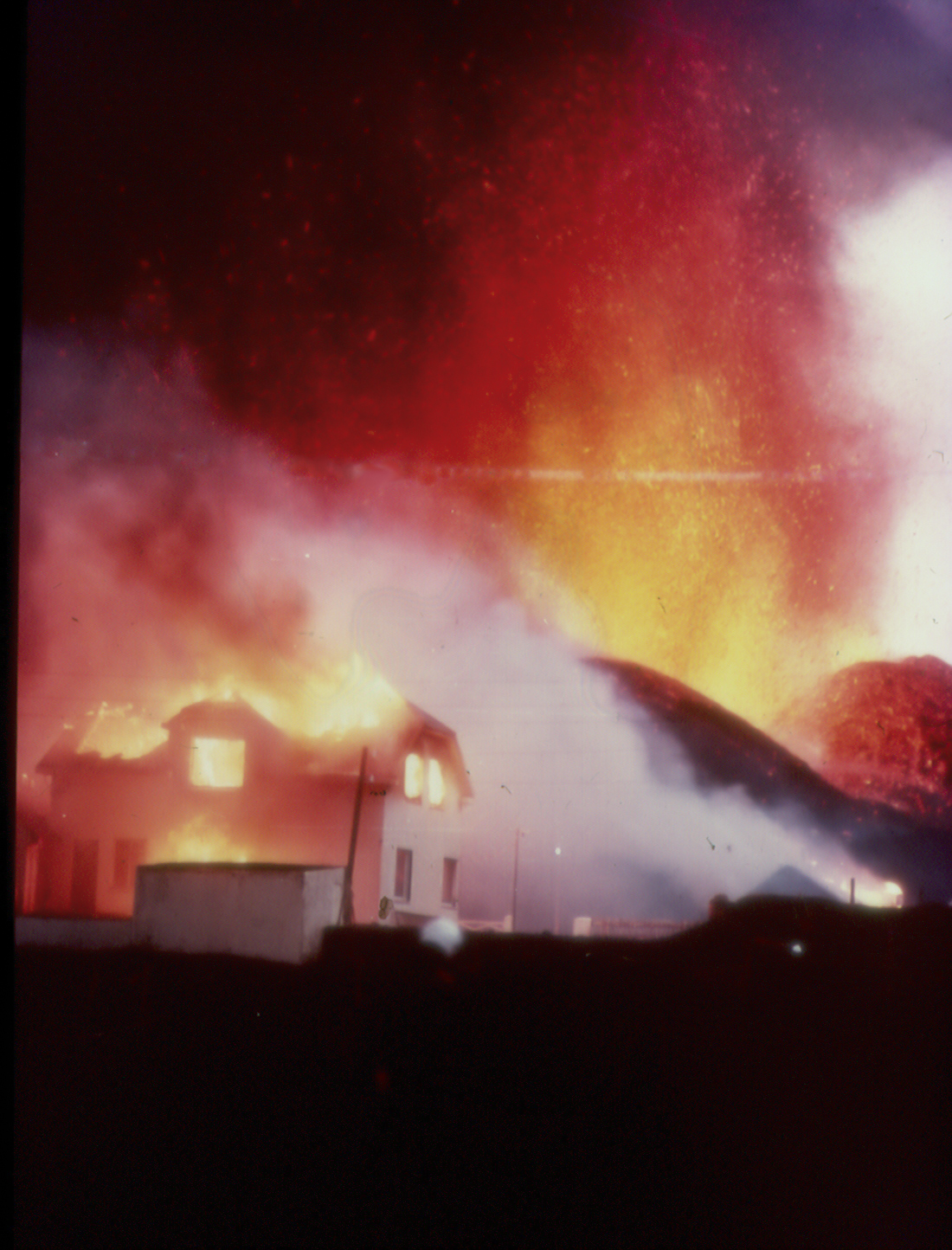
Postupující láva a doprovodné požáry ničily vše, co jim stálo v cestě. Sopečné erupci padly za oběť stovky domů.

Krátce po evakuaci obyvatel se situace začala dramaticky měnit. Vítr začal vanout v obvyklém směru, město Vestmannaeyjabær bylo náhle zasypáno různě velkými úlomky sopečných hornin vznikajících trháním magmatu, tzv. tefrou. Množství domů v blízkosti trhliny zachvátily požáry založené dopadajícími žhavými úlomky. Během prvního měsíce sopečné erupce bylo zničeno okolo sta domů.
V prvních dnech se erupce soustřeďovala do jednoho místa, v němž začal rychle růst nový sopečný kužel, pojmenovaný Eldfell (kopec ohně). V polovině února dosahoval výšky téměř 200 metrů nad mořem. Sopečný materiál se usazoval převážně na jeho západním okraji, tedy směrem k městu. Ne všechen materiál se ale ukládal na svahu sopky, část ho byla unášena větrem nad město, kde následně padal k povrchu. Město tak bylo postupně zasypáváno tefrou. Ve východní části dosahovala její mocnost skoro pěti metrů. Řada budov nevydržela obrovskou zátěž sopečných hornin usazovaných na střechách a zhroutila se.
Dne 19. února se západní okraj sopečného kužele sesunul, pravděpodobně v důsledku tlaku magmatu uvnitř sopky. Sesuv zasypal některé domy ve východní části města. Ve městě narostla koncentrace pro člověka jedovatých plynů – převážně oxidu uhelnatého a oxidu uhličitého. Roztékající se láva ze sopečného kužele Eldfell navíc změnila směr pohybu. Už nepostupovala pouze na východ, ale také severně, tedy směrem k přírodnímu průlivu spojujícímu přístav s oceánem. Osud města se zdál být zpečetěn.

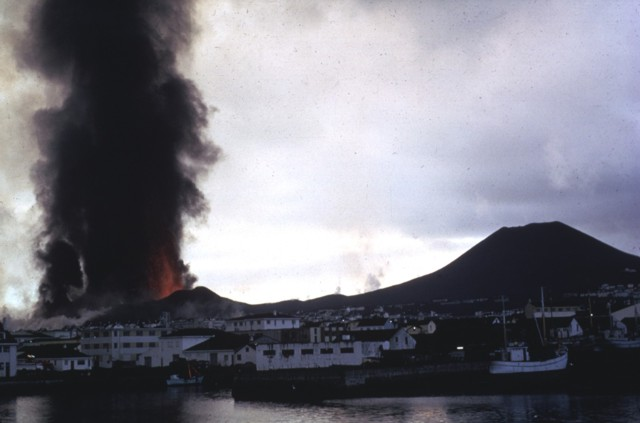
Fotografie ukazuje pohled na přístav s instalací výkonných amerických pump a potrubím, které rozvádělo vodu po ostrově. V pozadí je vidět oblak sopečného prachu a popela vycházející ze sopky Eldfell.

Postupující láva ničila vše, co jí přišlo do cesty. Vyjma domů a farem zničila přívod elektřiny i jedno ze dvou potrubí zásobující ostrov z mateřského Islandu pitnou vodou. V polovině února začala láva vtékat do zátoky a tím zužovat přírodní průliv, kterým lodě vplouvaly do přístaviště. Hrozilo, že pokud láva poteče na sever nadále, uzavře vjezd do přístavu. Tím by zničila srdce místní ekonomiky, a tedy i naděje obyvatel na případný návrat.

### Záchrana přístavu i města
Bezprostředně po evakuaci zůstalo na ostrově přibližně 250 dobrovolníků, kteří se snažili provádět záchranné práce a zabezpečit chod nezbytné infrastruktury. Zachraňovali z domů majetek a přesunovali ho do přístavu, odkud mohl být odvezen do bezpečí. Odstraňovali ze střech napadanou tefru ve snaze předejít zřícení budov. Instalovali do oken směřujících k sopce železné desky, aby zamezili vletu žhavých úlomků hornin do budov.
Již od počátku sopečné erupce se vědci, inženýři i místní obyvatelé snažili najít způsob, jak přístav a město před sopkou zachránit. Na západním okraji sopky proto začali za pomoci buldozerů budovat z napadané tefry bariéry ve snaze odklonit proud tekoucí lávy. Hloubili i žlaby, které měly odvádět jedovaté sopečné plyny mimo město. Oxid uhličitý, ale i některé další jedovaté sopečné plyny mají totiž větší hustotu než vzduch. V podstatě tak tečou krajinou podobně jako voda. Proudí údolími a zdržují se v níže položených prostorách, například v zasypaných domech. Byly to právě plyny nashromážděné v domech, které stály za jedinou obětí sopečné erupce. Jeden muž se jimi ve spánku otrávil.

### Chlazení láv
Ke konci února se Islanďané pustili naplno do odvážného plánu na záchranu přístavu i města. Když o několik let dříve vznikl na jih od Heimaey vlivem sopečné erupce ostrov Surtsey, vědci si povšimli, že mořská voda je schopna rychle chladit lávu. Proto se rozhodli, že začnou na čelo postupujícího lávového proudu stříkat vodu. Doufali, že se ochlazením proudu podaří znesnadnit jeho tok směrem do města i na přístav. Dalším chlazením plánovali vytvořit krustu sopečných hornin, která by následně bránila lávě v pohybu. Začal největší souboj člověka se sopkou, do kterého se kdy lidstvo pustilo.

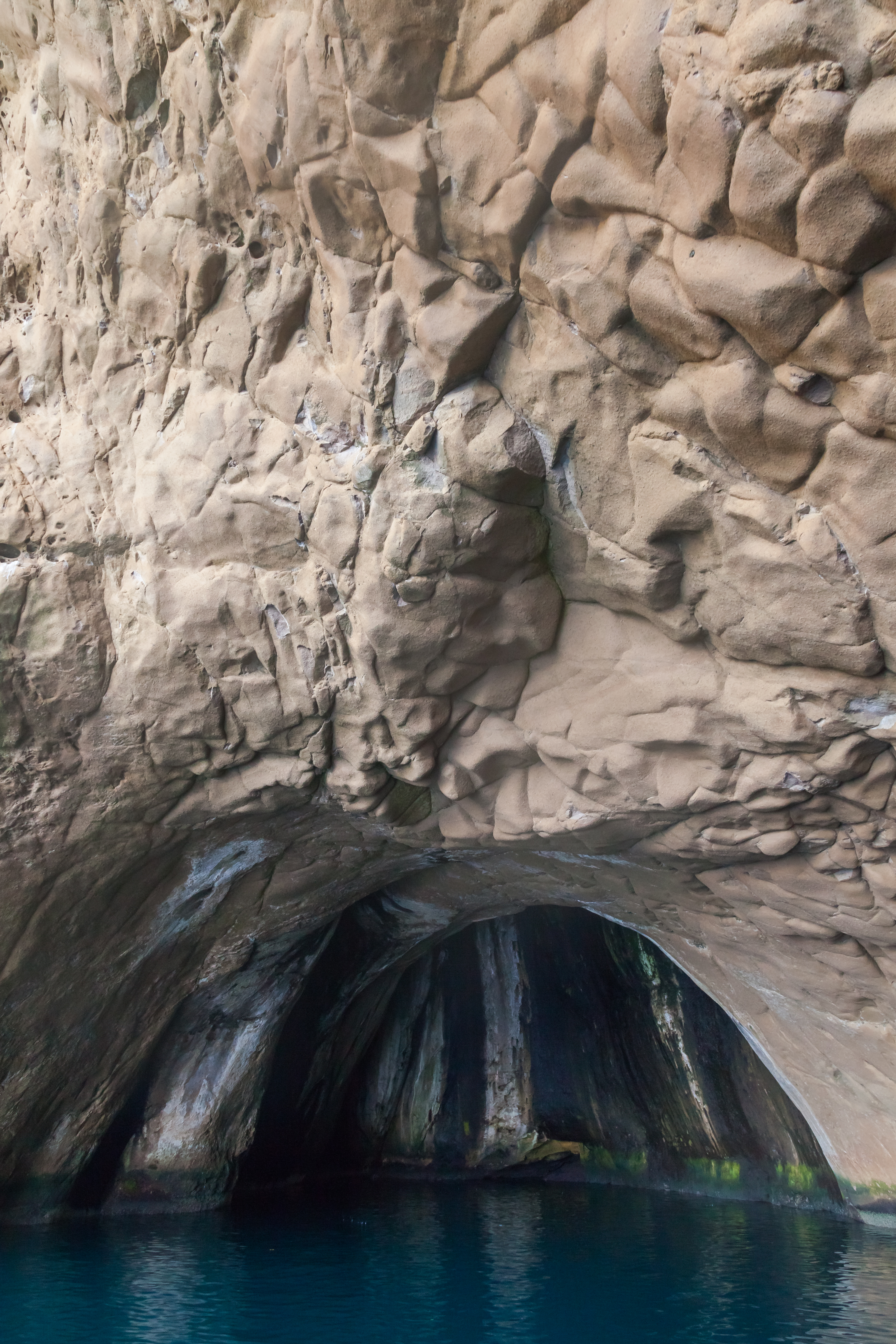
Jeskyně na pobřeží Heimaey

K chlazení se nejdříve používaly pumpy městských hasičů. Začátkem března byla do přístavu dopravena speciální loď, která dokázala stříkat velké množství vody na čelo lávového proudu směřujícího do průlivu. Nicméně to k zastavení postupu lávy nestačilo. Na přelomu března a dubna proto americká armáda zapůjčila Islandu 32 výkonných pump, původně určených pro čerpání ropných produktů. Na začátku dubna dokázaly rozprašovat přibližně 1 m³ mořské vody za sekundu na různé části lávového proudu, a to jak na okraji moře, tak i hlouběji ve vnitrozemí ostrova. Pro distribuci vody bylo nataženo přes 30 kilometrů hadic a trubek, často v bezprostředním okolí lávových proudů i přímo na nich. Trubky neshořely jen proto, že v nich neustále proudilo obrovské množství vody schopné je soustavně chladit.
V praxi se ale ze začátku voda k lávovému proudu vůbec nedostala. Láva o teplotě okolo 1000 až 1200 °C ji totiž okamžitě měnila v páru. Přívaly další vody ale lávu postupně ochlazovaly. Jak láva chladla, začala se pohybovat pomaleji. Při poklesu teploty pod přibližně 800 °C začala postupně tuhnout v pevnou horninu. Jakmile se podařilo čelo lávového proudu dostatečně ochladit, byl nasazen buldozer. Ten vybudoval z všudypřítomné tefry násep, po kterém se mohly natáhnout trubky s vodou dál na postupující lávový proud. Tím bylo možné začít chladit další místo proti směru pohybu lávy. Vlivem odpařování mořské vody se v blízkosti lávového proudu brzy začala objevovat bílá místa tvořená rozsáhlými uloženinami mořské soli. Odhaduje se, že se v oblasti tímto způsobem usadilo 220 tisíc tun soli.
O fungování vodních pump se staralo sedmdesát pět lidí. Ti pracovali nepřetržitě čtrnáct hodin denně, a to v prostředí, kde hořící podrážky bot nebyly nic zvláštního. Celkem se jim podařilo mezi 6. únorem až 10. červencem, kdy byla operace na záchranu přístavu a města ukončena, nastříkat na lávové proudy přes 6,2 milionu m³ vody (pro představu to odpovídá přibližně jedné třetině brněnské přehrady). Bylo obrovské štěstí, že k sopečné erupci došlo na malém ostrově. Kdyby k ní došlo daleko od pobřeží, dopravit na místo záchranné operace takové množství vody by bylo nesmírně složité.
V půlce března dokázala láva překonat provizorní 25 metrů vysokou bariéru chránící město, a potom se začala rozlévat do centra. Záchranáři měli možnost pokusit se postupující lávový proud zastavit nasazením výkonných amerických vodních pump, ale rozhodli se je raději nasadit k obraně přístavu, který začala postupující láva ohrožovat. Během několika dní padly postupující lávě za oběť stovky domů i několik továren na zpracování ryb. Nicméně přístav zůstal uchráněn. Láva sice způsobila určité zúžení průlivu, který do přístavu vedl, ale zúžení mělo paradoxně pozitivní důsledek. Zátoka začala být pro vlny hůře prostupná, ale pro rybářské lodě pořád dobře průjezdná. Čelo lávového proudu, které se do průlivu rozteklo, totiž vytvořilo vlastně další vlnolam, takže přístaviště je od dob sopečné erupce pro kotvící lodě klidnější.

Fotografie zachycuje část města Vestmannaeyjabær po skončení sopečné erupce. Většina města byla zasypána několikametrovými nánosy tefry. Nánosy byly tak silné, že některé domy byly zcela pohřbeny. Navrátivší se obyvatelé museli nánosy tefry pracně odstraňovat.

Sopečná aktivita skončila po pěti měsících začátkem července 1973, kdy na povrch přestala vystupovat nová láva. Odhaduje se, že se během sopečné erupce vyvalilo z trhliny na povrch okolo 0,25 km³ lávy a tefry. Z pohledu vulkanologů se tak jednalo vlastně jen o malou sopečnou erupci.  Roztékající se láva zvětšila rozlohu ostrova o 2,5 km², tedy přibližně o 20 %. Tefra, která zasypala celý ostrov, byla následně použita pro zvětšení ranvejí místního letiště i pro terénní úpravy umožňující výstavbu 200 nových domů. Nově vzniklý kopec navíc město začal chránit před poryvy větru, které jsou v této oblasti časté.
Sopečná činnost způsobila na ostrově i celé islandské ekonomice obrovské materiální škody. Na ostrově bylo postupující lávou a požáry zničeno okolo 300 domů, dalších 60 až 70 bylo kompletně zasypáno tefrou. Kromě islandské vlády a samotných Islanďanů se na obnově ostrova finančně spolupodílela i řada mezinárodních organizací a států.

### Návrat domů a úklid ostrova
Lidé se začali na ostrov vracet v srpnu 1973. K polovině září se vrátilo přibližně 1200 lidí. Na konci roku 1975 dosahovala populace ostrova přibližně 85 % stavu před sopečnou erupcí a na svou původní velikost se nevrátila do dnešních dnů (nyní žije na ostrově přibližně 4500 lidí). Část obyvatel se totiž rozhodla nevrátit, jejich domovy byly zničeny a mnozí si za dobu pěti měsíců našli novou práci přímo na Islandu.
Naproti tomu rybářský průmysl se z následků sopečné erupce dokázal vzpamatovat rychle. V roce 1974 již plně fungoval. Navrátivší se obyvatele čekal ještě jeden těžký úkol. Vedle obnovy poničeného města museli také vyčistit celý ostrov od nánosů tefry. Každý kus ostrova, včetně svahů místních kopců, bylo potřeba (doslova) zamést košťaty. Bylo totiž potřeba odkrýt pohřbenou půdu a zabránit nebezpečným splachům tefry častými dešti do nižších částí ostrova.

## Město
Na ostrově je rybářské město Heimaey. Má 4 075 obyvatel. 

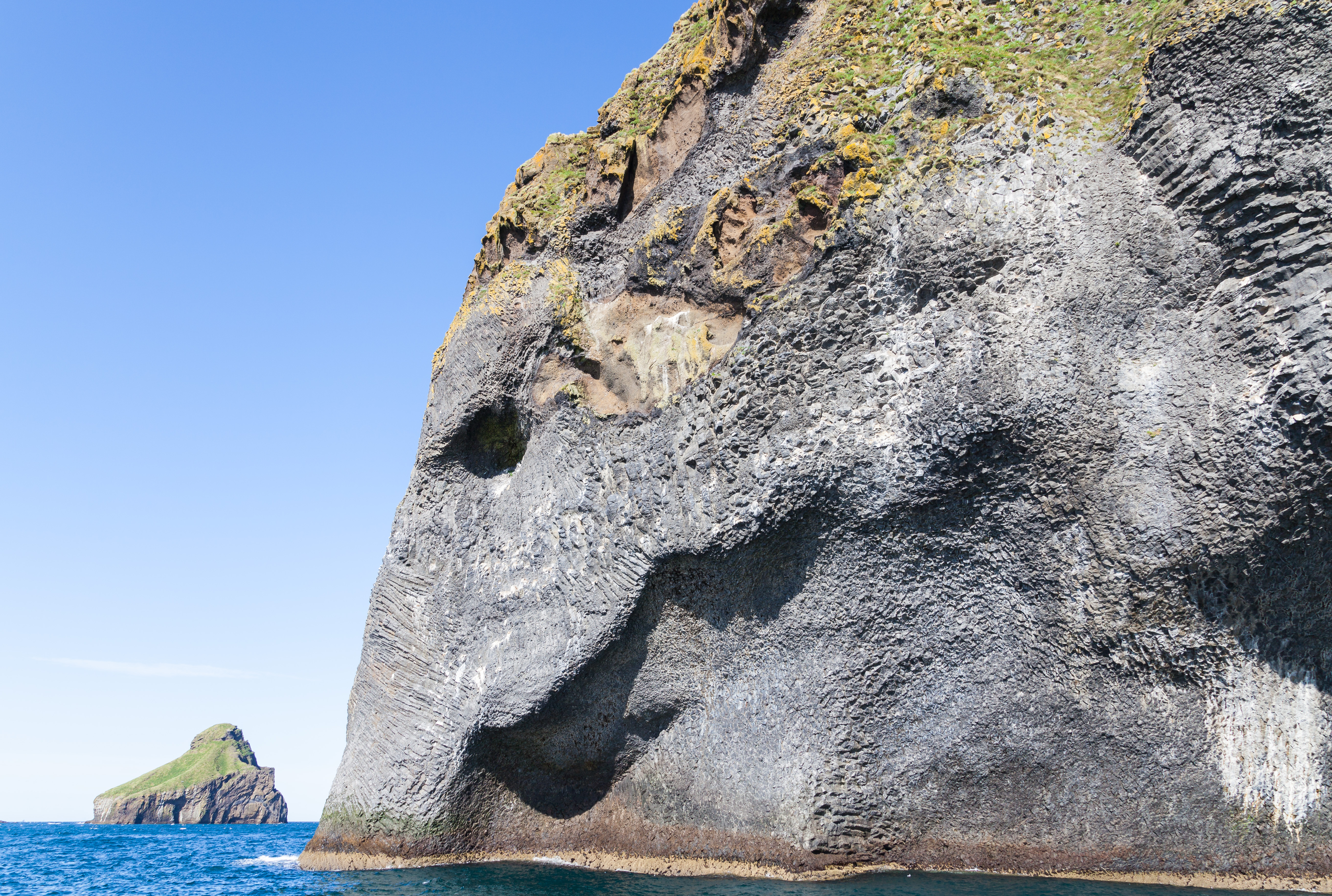
Sloní skála

## Turistické zajímavosti

### Muzea

#### Sæheimar Aquarium
Muzeum bylo otevřeno již v roce 1964 tehdy pod názvem Fiska- og Nátturugripasafn Vestmannaeaja (Ryby a přírodní historie Vestmannaeaja), a je nejstarším muzeem tohoto typu v celé zemi. Muzeum bylo provozováno městem do roku 2010, kdy muzeum převzal Þekkingarsetur Vestmannaeyja (Výzkumný ústav Vestmannaeaja), který mu dal nynější název Sæheimar.
V muzeu jsou tři stálé expozice: akvária s rybami, výstava ptáků a minerálů, které lze nalézt na Islandu. Největším zajímavostí jsou dva živé exempláře papuchalka bělobradého.  

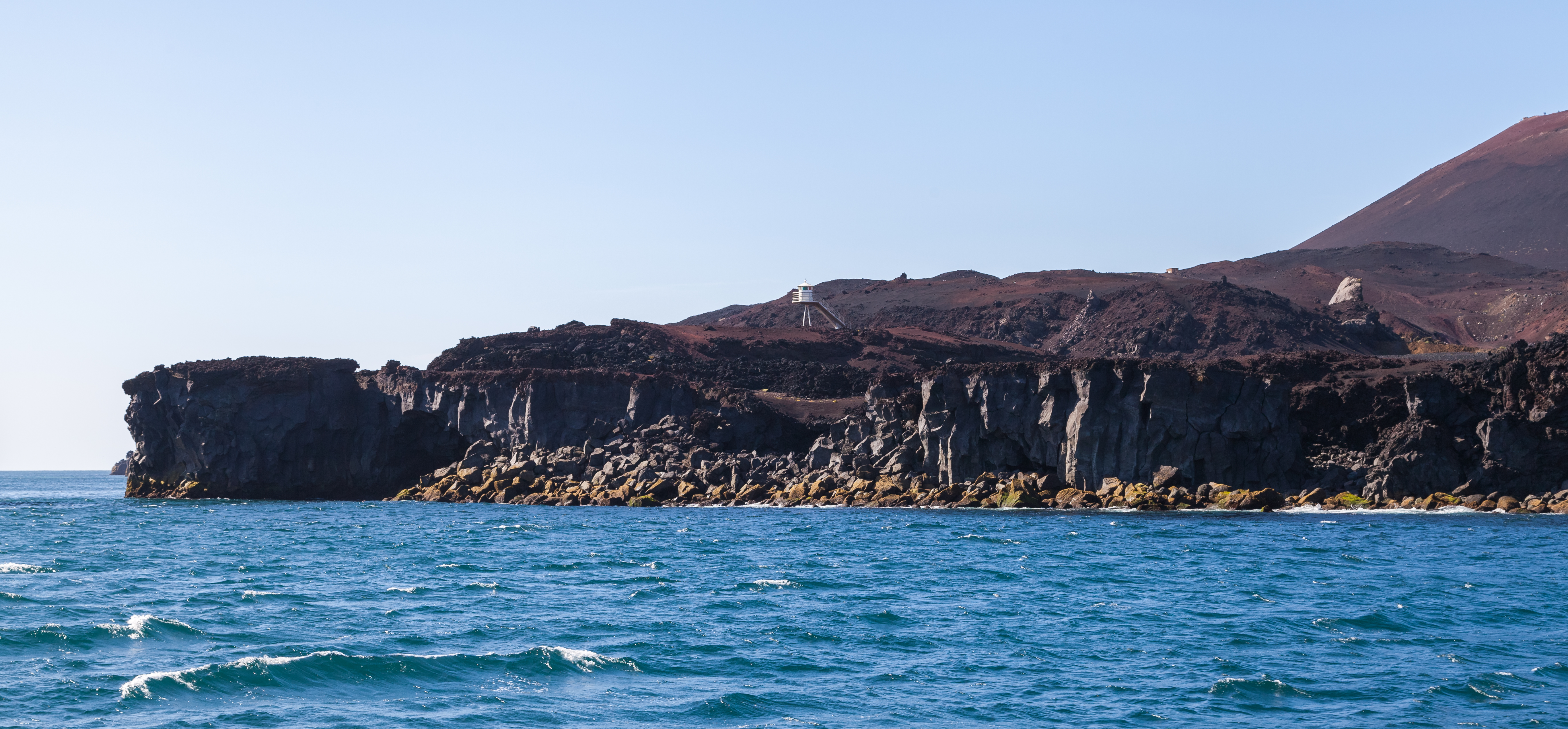
Urða maják

#### Eldheimar - Pompeje severu
Pompei of the North (Pompeje severu) je výstava tohoto muzea, zaměřující se na výbuch sopky v roce 1973. Návštěvníkům muzea přináší interaktivní pohled minulosti. Vrcholem výstavy je dům v ulici Gerðisbraut 10, přináší pohled do života obyvatel v noci, kdy se museli evakuovat do bezpečí. Tento dům byl po 40 letech vykopán jako ukázka toho, jak příroda zachází z domovy mnoha ostrovanů. Výstava také zahrnuje také erupci Surtsey, ostrova který se vynořil z oceánu na jih od Heimaey v roce 1963. 